# يوسف العسكري (عزبة)
قرية عزبة يوسف العسكري هي إحدى القرى التابعة لمركز إيتاي البارود في محافظة البحيرة في جمهورية مصر العربية. حسب إحصاءات سنة 2006، بلغ إجمالي السكان في عزبة يوسف العسكري 1194 نسمة، منهم 625 رجل و569 امرأة.